# Dolnjelužiška srbščina
Dolnjelužiška srbščina (tudi dolnja ali spodnja lužiška srbščina ali lužiščina, pogovorno in delno samoopisno za tujo rabo v nemščini  Weydnih - vendščina), je zahodnoslovanski jezik, ki ga govorijo Lužiški Srbi/Vendi v Spodnji Lužici. Skupaj z gornjelužiško srbščino je eden od obeh pisanih jezikov v Lužici. Trenutno ga govori še okoli 7000 ljudi in velja  kot resno ogrožen jezik.

## Območje razširjenosti
Dolnjelužiško srbščino govorijo danes še v nekaterih vaseh v okolici Cottbusa/Chóśebuza. Okoli krajev Vetschau/Wětošow, Lübbenau/Lubnjow in Spremberg/Grodk jezika v vsakodnevni rabi skorajda ni več srečati. Cestni znaki in oznake krajev na tem območju so dvojezični.
V letih od 1993 do 1995 so v vaseh v Spodnji Lužici izvajali preiskave o tem, koliko ljudi še vedno govori vendščino/dolnjelužiščino in kako je s  starostno strukturo govorcev in stanjem jezika. Večina govorcev je živela v okolici Cottbusa/Chóśebuza v okrožju Spree-Neisse :
- Dissen/Dešno: 28.9 %   (+)
- Fehrow/Prjawoz: 25.7 %  (+)
- Neuendorf/Nowa Wjas: 23.5 %  (+)
- Müschen/Myšyn: 21.4 %  (-)
- Preilack/Pśiłuk: 20.3 % (+)
- Guhrow/Góry: 19.4 %  (-)
- Jänschwalde/Janšojce: 18.9 %  (+)
- Babow/Bobow: 16.6 % (-)
- Tauer/Turjej: 16.3 %  (-)
- Drehnow/Drjenow: 16.0 %  (+)
- Döbbrick/Depsk: 15.4 %  (+)
- Merzdorf/Žylowk: 5.7 % (-)

+ = jezik dobro ohranjen/- = jezik slabo ohranjen
Opozoriti je treba, da so v preiskavo vključili tudi vse osebe z omejenim znanjem dolnjelužijščine/vendiščine. Značilno je, da - z izjemo Neuendorfa/Nowe Wjasi - v vseh vaseh, ki so ohranile dolnjelužiško srbščino v dobrem stanju, jezik v šolah učijo ali so učili. Dolnjelužiška srbščina je bila prvotno (okoli 17. stoletja) veliko bolj razširjena:
- na južnem območju Berlina
- v regiji med Königs Wusterhausen/Parsk, Beeskow/Bezkow, Storkow in Fürstenwalde/Pśibor
- južno od mesta Frankfurt (Oder)/Frankobrod in
- v okolici Calau/Kalawa, Guben/Gubin, Luckau/Łukow, Lübben/Lubin, Senftenberg/Zły Komorow, Ruhland/Rolany, Elsterwerda/Wikow in
- v Sorau/Žarow (Żary) in Sommerfeld/Žemr (Lubsko), ki sta danes del Poljske, severno do Ziebingena/Zebinki (Cybinka).

Po štetju prebivalstva  1. Decembra 1900 je v okrožju Cottbus/Chóśebuz (provinca Brandenburg) govorilo 55.8 % prebivalcev  vendsko.
| okrožje | Calau/Kalawa | Cottbus/Chóśebuz | Guben/Gubin | Luckau/Łukow | Luebben/Lubin | Sorau/Žarow | Spremberg/Grodk |
| ------- | ------------ | ---------------- | ----------- | ------------ | ------------- | ----------- | --------------- |
| 1843    | 30.8         | 71.1             | 1.1         | 0,05         | 3.6           | 5.4         | 64              |
| 1900    | 3.5          | 56               | 1.2         | 0            | 0,2           | 0,1         | 4.              |

## Oče naš v dolnjelužiški srbščini
| Oče naš, ki si v nebesih,                 | Wośc naś, kenľ sy na njebju,   |
| posvečeno bodi tvoje ime,                 | huswěśone buźi twojo mě.       |
| pridi k nam tvoje kraljestvo,             | Twojo kraljestwo pśiźi.        |
| zgodi se tvoja volja                      | Twoja wola se stani,           |
| kakor v nebesih tako na zemlji.           | ako na njebju tak teľ na zemi. |
| Daj nam danes naš vsakdanji kruh          | Naś wśedny klěb daj nam źěnsa. |
| in odpusti nam naše dolge,                | A wodaj nam naśe winy,         |
| kakor tudi mi odpuščamo svojim dolžnikom, | ako my wodawamy naśym winikam. |
| in ne vpelji nas v skušnjavo,             | A njewjeź nas do spytowanja,   |
| temveč reši nas hudega.                   | ale humoż nas wot togo złego.  |

## Zgodovina
Od 17. stoletja dalje je bil jezik izpostavljen vse večjim pritiskom saških in pruskih oblasti. Knjige v dolnjelužiški srbščini so bile zasežene in uničene, župnikom je bilo prepovedano pridigati v vendiščini, šole pa niso smele več poučevati v tem jeziku. Ko so nacionalsocialisti leta 1937 prepovedali govoriti vendsko, je bilo dolnjelužiško srbščino v javnosti komajda slišati, čeprav so posamezniki uprli, tako pastor Bogumil Šwjela v Dissen/Dešnu z maševanjem v dolnjelužiški srbščini.  19. Maja 1941 je evangeličanski konzistorij province Brandenburg prepovedal maševati v vendščini. 
Po letu 1945 je država sicer podprla jezik, tudi s poukom v šolah, vendar je vsakdanja raba še naprej upadala in ga sprva tudi protestantska cerkev ni podprla.  Šele ko sta v petdesetih letih nemška pastorja Alfred Schmidt in Reinhardt Richter podprla cerkveno petje v vendščini, je jezik znova oživel v bogoslužju, krepi ga Podporno združenje za rabo vendščine v cerkvi (Spěchowańske towaristwo za serbsku rěc w cerkwi z. T.), ki je končno leta 2006 izdalo novo vendsko pesmarico. 

## Trenutno stanje jezika
Po mnenju UNESCO je dolnjelužiška srbščina eden najbolj ogroženih jezikov v Evropi.   Danes jezik še vedno govori od 7.000 do 10.000 ljudi, večinoma starejše generacije, kar pomeni, da je dolnjelužiška srbščina v slabšem položaju kot gornjelužiška, ki jo aktivno uporabljajo tudi mladi in otroci. Poljski sorabist Tadeusz Lewaszkiewicz meni, da dolnjelužiško srbščino aktivno uporablja 200 govorcev in da je jezik v smrtni agoniji. 
Od leta 1998, po sprejetju zakona o Evropski listini in regionalnih jezikih Sveta Evrope, je dolnjelužiška srbščina uradno priznana kot samostojen jezik, čeprav je tesno povezana z gornjelužiško srbščino. Značilnost za dolnjelužiško srbščino kot samostojen jezik je pisni jezik v Dolnji Lužici, ki se razlikuje od gornjelužiškega pisnega jezika.
Razna združenja in organizacije se zavzemajo za ohranitev in nego dolnjelužiškosrbske kulture in jezika. Cottbus/Chóśebuz ima tudi edino dolnjelužiškosrbsko srednjo šolo.
Danes dolnjelužiška srbščina nima – v nasprotju z gornjelužiško srbščino – stabilnega jedrnega jezikovnega področja, v katerem jo govori večina prebivalcev.

## Izobraževanje
Do leta 1933 je bilo šolsko izobraževanje v dolnjelužiški srbščini-vendščini večinoma omejeno na verski pouk in kot pomoč pri pouku nemščine. V času nacionalsocializma, zlasti po letu 1937, so dolnjelužiškosrbski-vendski jezik izrinili iz šol in drugih področij javnega življenja.
Na podporo dolnjelužiški srbščini, ki jo je bila leta 1949 zakonsko zasidrala zvezna dežela  Brandenburg, je del nemškega prebivalstva, vključno s priseljenci, reagiral negativno z javnimi protesti. Starši so zahtevali, da se njihovi otroci oprostijo pouka v dolnjelužiški srbščini oziroma da se pouk ukine, in grozili pri tem npr. z bojkotom volitev. 
Že leta 1946 so v Zgornji Lužici ustanovili lužiški inštitut za izobraževanje učiteljev v Radiborju/Radworju in Kleinwelka/Mały Wjelkow, ki je prenehal delati leta 1991.
Prizadevanja jezikovne politike NDR, da bi dolnjelužiščina-vendščina pod geslom "Lužica postane dvojezična" postala še bolj pomembna, so se leta 1952 leta 1952 še dodatno okrepila. Ministrstvo za ljudsko šolstvo -kot prvi organ nemške države - ustanovil šole, v katerih se je poučevala dolnjelužiščina. V šolskem letu 1954/55 je bilo 22 šol tipa B (dolnjelužiška srbščina kot tuji jezik). Vendar so obstajali načrti,  šole v vaseh Döbbrick/Depsk, Dissen/Dešno in Drachhausen/Hochoza spremeniti v šole A (dolnjelužiška srbščina kot učni jezik).
Leta 1952 je bila tudi ustanovljena dolnjelužiška-vendska srednja šola (od 1959 EOS) Marjana Domaškojca. Dolnjelužiške-vendske šole so bile razdeljene na naslednji način:
- Okrožje Calau/Kalawa : 1 šola
- Okrožje Cottbus/Chóśebuz : 19 šol (+ 1 srednja šola)
- Okrožje Forst/Baršć : 1
- Okrožje Guben/Gubin : 1

Z izključitvijo Freda Oelßnerja iz Politbiroja se je konec petdesetih let že napovedovala sprememba narodnostne politike. Veljalo je sedaj geslo "Lužica postaja socialistična", ki mu je jezikovna politika  bila podrejena. Tako imenovani 7. DB iz leta 1964 je dolnjelužiško srbščino iz obveznega predmeta v Lužici naredil za izbirni predmet. Posledica je bil tričetrtinski padec v števila učencev, ki so se učili lužiško. Število študentov v petdesetih letih 20. stoletja do konca NDR ni bilo več doseženo. 
Kljub upadanju rodnosti ostaja število učencev, ki trenutno obiskujejo pouk dolnjelužiške srbščine v Brandenburgu, nespremenjeno. Z novim projektom Witaj, ki so ga prvič predstavili leta 1998 Cottbusu/Chóśebuzu, je mogoče otrokom v vrtcu s potopitvijo v dolnjelužiškosrbski jezik približati kot  "drugi materni jezik ". Danes se lahko uči in poučuje dolnjelužiško srbščino na približno 30 šolah.

## Dolnjelužiški-vendski mediji
Prvi časopis, ki je svoje članke objavljal v dolnjelužiškosrbskem-vendskem jeziku, je bil Bramborski Serbski Casnik. Prvič se je pojavil leta 1848, kasneje ga je nasledil Nowy Casnik. Nowy Casnik je bil po prepovedi ponovno ustanovljen leta 1947, vendar sprva kot tedenski dodatek k Nowa Doba. Od leta 1954 izhaja znova kot neodvisni tednik. Danes vsebuje Nowy Casnik nemške in dolnjelužiškosrbske prispevke. Ima naklado okoli 1100 izvodov. Dolnjelužijsko-vendska otroška revija Płomje izhaja mesečno za otroke v nakladi približno 850 izvodov.
Mesečna televizijska oddaja Łužyca teče na televiziji od leta 1992, izmenično jo vodita Anja Pohonč in Christian Matthée. Vsake tri mesece ima oddaja eno samo temo. RBB snema in oddaja po radiu večurne  oddaje v dolnjelužiški srbščini (Bramborske serbske radijo). Dolnjelužijsko-vendski mladinski program Bubak pripravljajo dolnjelužiški mladi, predvaja pa ga RBB. Tudi Sorbska kulturna revija Rozhlad, ki mesečno izhaja v Bautzenu/Budyšinu, se razume kot kulturna revija  tako za zgornjo kot tudi za spodnjo  Lužico. Rozhlad redno objavlja članke v dolnjelužiški srbščini, pa tudi članke z dolnjelužiškosrbskimi vsebinami, napisane v gornjelužiški srbščini. Znanstvena revija Lětopis in strokovna revija Serbska šula delno vsebujeta članke v dolnjelužiški srbščini. Domowina Verlag v Bautzenu/Budyšinu izdaja  knjige tudi v dolnjelužiški srbščini.

## Prihodnost
Dolnjelužiškosrbski jezik ima največ možnosti za preživetje na severnem območju okoli Cottbusa (Chóśebuz) in na zahodu svojega jezikovnega območja. Na jugu se danes skoraj ne govori več vendsko, čeprav so na primer v Bahnsdorfu/Bobošojce (južna spodnja Lužica) v tridesetih letih dvajsetega stoletja so skoraj vsi prebivalci govorili lužiško. Umiranje lužiških vasi zaradi premogovnikov je storilo pri tem svoje. (arhiv izginulih vasi).

## Spletne povezave
- Dolnoserbski.de - Slovarji, portal z imeni krajev, korpus in drugi viri za dolnjesrbščino
- Spletni jezikovni tečaj dolnjelužiške srbščine (A1, A2, B1)
- Šola za dolnjelsrbski jezik in kulturo
- Dolnjelsrbščina v Etnologu
- dolnjelužiška srbščina v svetovnem atlasu jezikovnih struktur
- Dolnjelužiška srbščina v podatkovni bazi World Loanword
- Corpus GENIE - Govorjena dolnjelužijska/vendska univerza v Saarlandu